# It's a Bet
Pour plus de détails, voir Fiche technique et Distribution.
It's a Bet est un film britannique réalisé par Alexander Esway, sorti en 1935.

## Fiche technique
- Titre : It's a Bet
- Réalisation : Alexander Esway
- Scénario : L. du Garde Peach (en)
- Photographie : Bryan Langley (en)
- Pays de production : Royaume-Uni
- Format : Noir et blanc - 1,37:1
- Genre : comédie
- Durée : 69 minutes
- Date de sortie : 1935

## Distribution
- Gene Gerrard (en) : Rollo Briggs
- Helen Chandler : Clare
- Judy Kelly (en) : Anne
- Allen Vincent : Norman
- Dudley Rolph : Harry
- Nadine March : Miss Parsons
- Polly Ward (en) : Maudie
- Alf Goddard (en) : Joe
- Jimmy Godden (en) : le maire
- Frank Stanmore : le clochard
- Ronald Shiner : le bon samaritain
- Ellen Pollock : Mme Joe
- Violet Farebrother (en) : Lady Allway
- Raymond Raikes (en)